# ソン・ドンウン
ソン・ドンウン（손동운、孫東雲、Son Dong Woon 1991年6月6日 - ）は、韓国の歌手。男性グループHIGHLIGHTの最年少メンバー。

## 人物
- 好きな日本の食べ物は寿司、一蘭
- 好きな芸能人はBrown Eyed Girlsのナルシャ、キム・テヒ、新垣結衣、石原さとみ
- ハーフに間違われることが多いが、純血の韓国人。
- 学生時代の夢は弁護士。現在の夢はゲストハウスを運営すること。
- 学生時代にインラインスケートの全国大会で２位になったことがある。
- 日本語が堪能で、以前から日本語でツイートをすることも多かった。最近ではコンサートのMCや握手会等では通訳なしで流暢に会話ができる他、難なく漢字も読み書きができるほどの実力。
- コンサートでは、瞳をとじて（平井堅）や、Everything（MISIA）の弾き語りを披露。
- 2023年6月27日、自身の公式インスタグラムにて、一般女性と結婚することを発表。

## プロフィール
- 活動名：ドンウン
- 愛称：ソンナムシン（孫男神）、ソンスコ、ドンジャ、ドンちゃん
- 生年月日：1991年6月6日
- 出身地：韓国 釜山広域市
- 身長：181cm
- 血液型：A型
- パート：ボーカル、ダンス
- 趣味：フィギュア収集、ゲーム、ガーデニング
- 特技：ピアノ、中国語、日本語
- 学歴：建国大学校 映画芸術学科（卒業）→ 演劇学科（在学中）
- 家族構成：父（大学教授）、母、兄（カフェ経営）

## ディスコグラフィー
ソロリリースのみ表記。グループでの活動はHIGHLIGHTを参照。

### ミニアルバム (日本盤)
| No. | タイトル                 | 規格品番                                                                                                   | 最高位 |
| 1   | KIMISHIKA (2015年7月1日) | POCS-9098 初回生産限定盤A（CD+DVD） POCS-9099 初回生産限定盤B（CD+ブックレット24P） POCS-1343 通常盤（CD） |        |

## 日本での活動

### 2015年
2015年5月に開催された「The 5th BEAST FAN MEETING in JAPAN」にて、東雲 DONG WOON from BEAST名義での日本ソロデビューが発表される。
2015年6月、東雲 DONG WOON from BEAST ミニアルバム「KIMISHIKA」発売記念インストアイベントを全国5か所にて開催。
| 開催日  | 会場                                  |
| 6月11日 | 埼玉・イオンモール北戸田              |
| 6月12日 | 愛知・近鉄パッセ                      |
| 6月13日 | 東京・タワーレコード渋谷店            |
| 6月14日 | 大阪・あべのキューズモール            |
| 6月15日 | 福岡・天神ミュージックプラザ インドウ |

2015年8月3日、豊洲PITにてHulu『BEAST CHANNEL』LIVE　東雲 DONG WOON from BEASTソロリリース記念パーティーを開催。